# Estauricosaure
L'estauricosaure (Staurikosaurus, «rèptil estrella») és un gènere descrit dins la família Staurikosauridae. Conté només una espècie, l'Staurikosaurus pricei. Va ser descobert l'any 1970 i descrit per Edwin H. Colbert, que treballava al Museu d'Història Natural.
Aquest dinosaure fou un dels primers que varen poblar el planeta, els estauricosaures vivien fa 225 milions d'anys, en el Triàsic superior al que avui en dia és el sud del Brasil.
Els exemplars adults mesuraven fins a dos metres de longitud i pesaven uns 30 kg. L'estauricosaure presentava cinc dits a cada membre anterior i quatre a cada membre posterior. Les dents tenen una morfologia que suggereix fortament que era carnívor. La dentició suggereix que podia atrapar i retenir preses, així com tallar i esquinçar la carn.
Només s'ha identificat un espècimen d'estauricosaure, trobat a la formació de Santa Maria a Rio Grande do Sul, al sud de Brasil. El nom donat al dinosaure fa referència a la constel·lació de la Creu del Sud, tan sols visible a l'hemisferi sud.
Al mateix massís es van trobar uns altres osteodermes encara no ben identificades que podrien provenir d'un Staurikosaurus pricei. Van ser atribuïdes a una altra espècie, Teyuwasu barberenai però tan el gènere com l'espècie són classificats com a nomen dubium.